# くらし○得情報
くらし!○得情報（くらしまるとくじょうほう）は、テレビ和歌山で放送されていた情報番組である。
2006年10月、おはよう和歌山に吸収され、終了した。

## 放送時間
- 月-金 7:55-8:15
- 月-金 12:30-12:50（再放送）

## コーナー
- チラシ情報
  - 県内のスーパーの折込チラシからお買い得情報を紹介
- 今日の特集
  - 新店のお得な情報などを紹介
- 情報コーナー
  - 各地のイベントや、お得な情報などを紹介